# Лентелла
Лентелла (італ. Lentella) — муніципалітет в Італії, у регіоні Абруццо, провінція К'єті.
Лентелла розташована на відстані близько 185 км на схід від Рима, 115 км на схід від Л'Аквіли, 60 км на південний схід від К'єті.
Населення — 698 осіб (2014).

## Демографія
Населення за роками:

Станом на 1 січня 2023 року в муніципалітеті офіційно проживало 66 іноземців з 19 країн, серед них 19 громадян країн Євросоюзу.

## Сусідні муніципалітети
- Купелло
- Фрезаграндінарія
- Мафальда
- Монтенеро-ді-Бізачча